# 紀元前546年
紀元前546年（きげんぜん546ねん）は、西暦（ローマ暦）による年。紀元前1世紀の共和政ローマ末期以降の古代ローマにおいては、ローマ建国紀元208年として知られていた。紀年法として西暦（キリスト紀元）がヨーロッパで広く普及した中世時代初期以降、この年は紀元前546年と表記されるのが一般的となった。

## 他の紀年法
- 干支 : 乙卯
- 日本
  - 皇紀115年
  - 安寧天皇3年
- 中国
  - 周 - 霊王26年
  - 魯 - 襄公27年
  - 斉 - 景公2年
  - 晋 - 平公12年
  - 秦 - 景公31年
  - 楚 - 康王14年
  - 宋 - 平公30年
  - 衛 - 献公後元年
  - 陳 - 哀公23年
  - 蔡 - 景侯46年
  - 曹 - 武公9年
  - 鄭 - 簡公20年
  - 燕 - 懿公3年
  - 呉 - 余祭2年
- 朝鮮
  - 檀紀1788年
- ユダヤ暦 : 3215年 - 3216年

## できごと

### 中国
- 斉の慶封が使節として魯を訪れた。
- 晋の趙武・楚の屈建・魯の叔孫豹・蔡の公孫帰生・衛の石悪・陳の孔奐・鄭の良霄らが宋で会合した。
- 衛の公孫免余が甯喜と右宰の穀を攻撃して殺害した。
- 衛の献公の弟の公子鱄が晋に亡命した。
- 諸侯の大夫が宋で盟約を結んだ。

### オリエント
- この頃、ペルシア王キュロス2世がリュディアの首都サルディスを包囲・陥落させた。王クロイソスが捕らえられ、リュディア王国はアケメネス朝ペルシアに併合された。
- キュロス2世がイオニア地方（ギリシア系都市国家）の平定を開始。リュディアの属国だったアナトリア半島西岸のギリシア都市が抵抗を試みるが、ミレトスを除く多くの都市がペルシアに服属。